# ある日、弟が覗き見たのは不良たちに昏睡○○○される大好きだった姉の姿だった。
「ある日、弟が覗き見たのは不良たちに昏睡レ○プされる大好きだった姉の姿だった。」は、原作・lyricboxによる日本の成人向け漫画同人誌。
2017年に原作が発売され、2018年にはsurvive MOREにより、モーションアニメ化された。

## ストーリー
才色兼備、文武両道で水泳部のエースでもある姉は、仕事で家を空けることの多い両親に代わって年の離れた弟と何不自由なく幸せに暮らしていた。しかし、ある日弟は不良グループに呼び出され、白い粉末を姉にこっそり飲ませるよう強要される。不良たちは美人でスタイルのいい姉を狙っていた。弟は自分がいじめの標的になるのを恐れ、姉を不良に売ってしまう。
数日後、両親のいない日に弟は姉の目を盗んでコーヒーに不良たちから渡された粉末を入れて、姉に飲ませた。弟は任務を遂行したことを不良たちに連絡すると、30分後に二人組の男が家に上がり込んだ。男たちはコーヒーで眠らせた姉を抱えて、寝室へと向かった。弟はこっそりと寝室を覗くと、男たちに前後を挟まれて服の上から悪戯されている姉の姿があった。姉の背を取っていた男が姉の制服を強引にめくりあげると、甘い嬌声とともに濃い青色のブラジャーで圧迫されてはちきれそうなおっぱいが激しく揺れながら（乳揺れ）露になった。即座にブラジャーはずり下げられ、姉の巨乳は揉みしだかれていく。もう一人の男は姉の唇を奪う。いよいよ男たちは姉の両脚を持ち上げ、V字に開脚させて膣内に手を滑らす。姉のまんこが弄ばれていたとき、弟は男と目が合ってしまい、捕縛されてしまうのだった。
男たちはじゃんけんで姉にペニスを挿入する順番を決め、勝者の男が眠っている姉の膣を容赦なく突きまくった。コンドームを付けていなかったため、姉は生中出しされてしまうのだった。しかも、姉の膣から血が出ていたのを見て弟は姉が直前まで処女であったことを知る。間髪入れずして、じゃんけんに負けた男も姉にゴムを付けずに勃起したペニスを突っ込む。不良グループの残りのメンバーも合流したことで、セックスはより一層過激化し、昏睡している姉にフェラチオ・口内射精、パイズリ、アナルセックスが弟の目の前で堂々と行われた。しまいにはそれを見ていた弟も遂に理性が崩壊し、不良たちに促されるままに姉との禁断の近親相姦に及んでしまう。

## 登場人物
姉（CV：藤色朔）
主人公の姉。なお、作中で名前は不明。
才色兼備で文武両道。社交的で友人も多い。水泳部に所属し、県代表に選ばれたこともあった。黒髪のロングストレートで、水泳で鍛え上げられた体を持つ一方、背中からでもわかるほどの巨乳であるなど抜群のスタイルを持つ。弟とは5歳差だが、両親の代わりに弟を可愛がっていた。作中で処女だったことが明かされる。
弟
主人公。姉同様、名前は不明。
姉のことを慕っていたが、不良たちに脅され姉に一服盛って彼らに差し出してしまう。
不良たち
巨乳でスタイルのいい姉を犯そうと計画し、弟を利用して姉を眠らせ輪姦した。メンバーは5人。全員名前は不明。最後には弟が姉を犯す動画を送り付け、弟を口止めした。

## The Motion Anime
survive MOREにより、アニメーション化された。内容は原作のCGにモーションを付けて、喘ぎ声、乳揺れやセックスシーンでの振動などが強調された。姉のみボイスが実装されたが、台詞は一切なく、ほぼすべて喘ぎ声である。（弟、不良たちはボイスなし）

## タイトルについて
原作のタイトルでは「ある日、弟が覗き見たのは不良たちに昏睡レ〇プされる大好きだった姉の姿だった。」となっているが、アニメーションでは「ある日、弟が覗き見たのは不良たちに昏睡〇○○される大好きだった姉の姿だった。」に変わっており、レイプという言葉を忌避している。原作の表紙は伏字にしてあるだけだが、アニメーションの表紙およびオープニングでは完全に伏字にされ、タイトル読み上げでは規制音が入れられている。

## 書籍情報
lyricbox『ある日、弟が覗き見たのは不良たちに昏睡レ〇プされる大好きだった姉の姿だった。』2017年6月16日発売